# Geike Arnaert
 (novembre 2011).
Si vous disposez d'ouvrages ou d'articles de référence ou si vous connaissez des sites web de qualité traitant du thème abordé ici, merci de compléter l'article en donnant les références utiles à sa vérifiabilité et en les liant à la section « Notes et références ».
Geike Arnaert, mieux connue sous son prénom Geike, est une chanteuse, musicienne belge et membre du groupe Hooverphonic, née le 13 septembre 1979 à Heuvelland, Belgique. 
Elle est connue pour avoir été la quatrième chanteuse du groupe Hooverphonic belge de 1997 à 2008.  
En 2020, elle fait son retour dans le groupe et participe avec lui au concours Eurovision 2021.

## Biographie

### Famille
Geike Arnaert a deux sœurs, Anne et Kaat, la chanteuse du groupe Sutrastore.

### Carrière
En 1997, Geike Arnaert devient la quatrième chanteuse du groupe Hooverphonic, reprenant le flambeau de Kyoko Baertsoen, ayant elle-même pris la relève de Liesje Sadonius.
Geike Arnaert enregistrera avec le groupe six albums sur lesquels figurent leurs plus grands succès comme Eden, Mad About You, Sometimes ou encore The World Is Mine.
Pendant les années passées au sein du groupe, Geike Arnaert aura parallèlement apporté sa contribution vocale à d’autres artistes comme Ozark Henry, Flip, Kowlier, Helsen ou Chroma (trois morceaux de l'album Radea en 2007).
C’est le 10 octobre 2008 que Geike Arnaert annonce sa décision de quitter le groupe afin de se consacrer à sa carrière solo. Pendant cette année, Geike Arnaert chante une interprétation jazz de la chanson Le Temps des cerises avec le pionnier de l’histoire de la musique belge[réf. nécessaire] Bobbejaan Schoepen,,.  
En 2010, Geike Arnaert sort un album avec Spinvis sous le nom de Dorleac. Cet album est en fait la bande originale du film Oxygen, film belge parlant de jeunes gens souffrant de mucoviscidose. À l'origine, un album n’était pas prévu, mais ayant produit assez de chansons pour la création d’un album, ce dernier vit le jour.
Le 1er septembre 2011 sort le premier single solo de la chanteuse qui se fait dorénavant appeler Geike, Rope Dancer, une chanson aux sonorités proches de Tricky et Martina Topley-Bird, qui annonce l'album à venir. Cet album, intitulé For the Beauty of Confusion, est sorti le 17 octobre 2011. Afin d'assurer la promotion de ce premier effort solo, la chanteuse embarque dans une tournée qui durera deux ans et propose deux autres singles, les titres « Unlock » et « Blinded ».
Après une longue absence de quatre ans, Geike annonce quelques concerts piano-voix dans le but de jouer des nouveaux titres en vue de sortir son second album. La même année sort un duo avec le groupe hollandais Blof, qui aura un beau succès aux Pays-Bas et en Belgique flamande. Le 1er mars 2019, Geike sort « Off Shore », le premier single extrait de son nouvel album Lost In Time prévu pour le 18 octobre de la même année, un deuxième single « Middle of the Night » est édité quelques mois plus tard.
En novembre 2020, Hooverphonic annonce qu'elle est à nouveau sa chanteuse, en remplacement de Luka Cruysberghs. Avec ce groupe, elle représentera la Belgique le 18 mai 2021 sur la scène du Concours Eurovision de la chanson avec la chanson The Wrong Place.

## Discographie

### Singles solo
- 2011 : Rope Dancer
- 2011 : Unlock
- 2012 : Blinded
- 2019 : Off Shore
- 2019 : Middle of the Night
- 2019 : All Over

### Singles avec Dorleac
- 2010 : Tommy & the Whale

### Singles avec Hooverphonic
- 1998 : Battersea
- 1998 : Club Montepulciano
- 1999 : Eden
- 1999 : This Strange Effect
- 1999 : Lung
- 2000 : Mad About You
- 2000 : Vinegar & Salt
- 2001 : Out of Sight
- 2001 : Jackie Cane
- 2002 : The World Is Mine
- 2002 : Sometimes
- 2003 : One

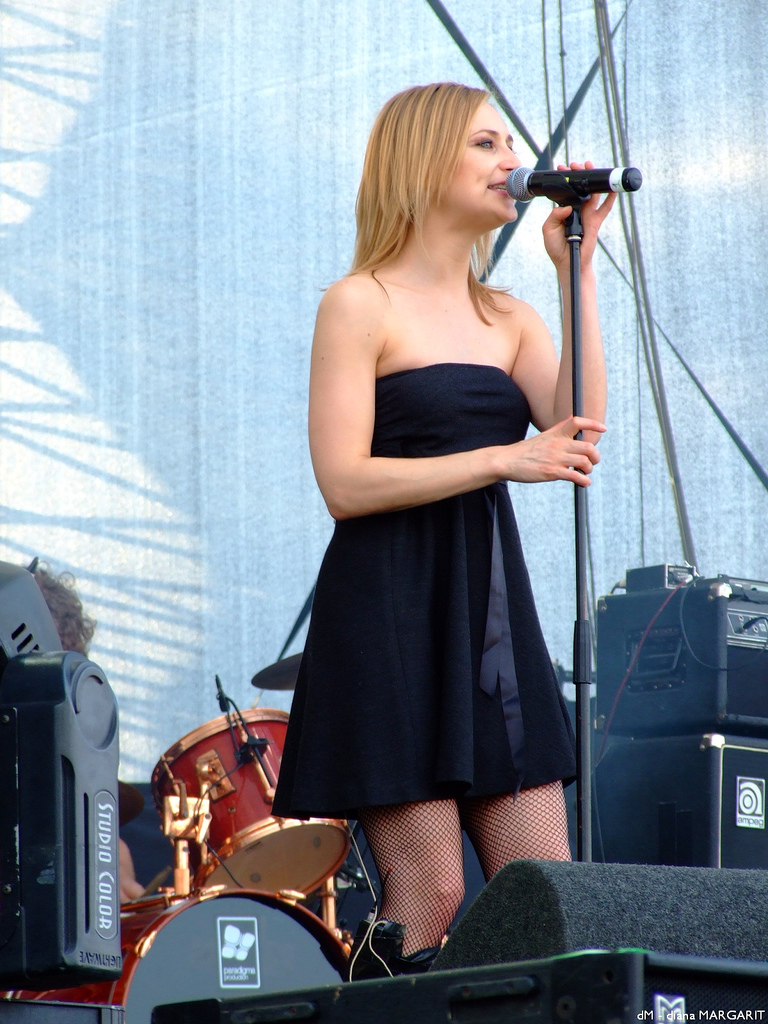
Geike Arnaert en 2007.

- 2003 : The Last Thing I Need Is You
- 2005 : Wake Up
- 2006 : You Hurt Me
- 2006 : Dirty Lenses
- 2006 : We All Float
- 2007 : Expedition Impossible
- 2007 : Gentle Storm
- 2008 : Circles
- 2008 : 50 Watt
- 2020 : Mad About You 2020
- 2021 : The Wrong Place
- 2021 : Thinking About You
- 2021 : Lift Me Up
- 2022 : Belgium In the Rain